# Октябрьский (Каменский район, Пензенская область)
Октябрьский — посёлок в Каменском районе Пензенской области Российской Федерации. Входит в состав Федоровского сельсовета.
Расположен в 11 км от Каменки и в 56 км от Пензы. Рядом с посёлком протекает река Малый Атмис.
Основан около 1927 года. В 1939 году входил в Кувакский сельсовет. В 1955 году вошёл в Федоровский сельсовет, колхоз имени Ленина. В 1989 году вошёл в совхоз «Федоровский».

## Население
| 2010 |
| ---- |
| 6    |